# ATP-toernooi van Parma
Het ATP-toernooi van Parma  of Emilia-Romagna Open is een tennistoernooi voor mannen dat in 2021 op de ATP-kalender staat. Het is een éénmalig georganiseerd toernooi: het werd in het leven geroepen ter compensatie van het uitstel van Roland Garros 2021 door de coronapandemie.

## Finales

### Enkelspel
| Jaar | Winnaar         | Finalist         | Score    |
| ---- | --------------- | ---------------- | -------- |
| 2021 | Sebastian Korda | Marco Cecchinato | 6-2, 6-4 |

### Dubbelspel
| Jaar | Winnaars                       | Finalisten                         | Score    |
| ---- | ------------------------------ | ---------------------------------- | -------- |
| 2021 | Simone Bolelli Máximo González | Oliver Marach Aisam-ul-Haq Qureshi | 6-3, 6-3 |

ITF-toernooien (mannen en vrouwen)

ATP-toernooien (mannen) – ATP-seizoen 2025

WTA-toernooien (vrouwen) – WTA-seizoen 2025

Voormalige toernooien mannen
Voormalige toernooien vrouwen
Voormalige amateurtoernooien
2021